# National Geographic Society
Ne doit pas être confondu avec National Geographic.

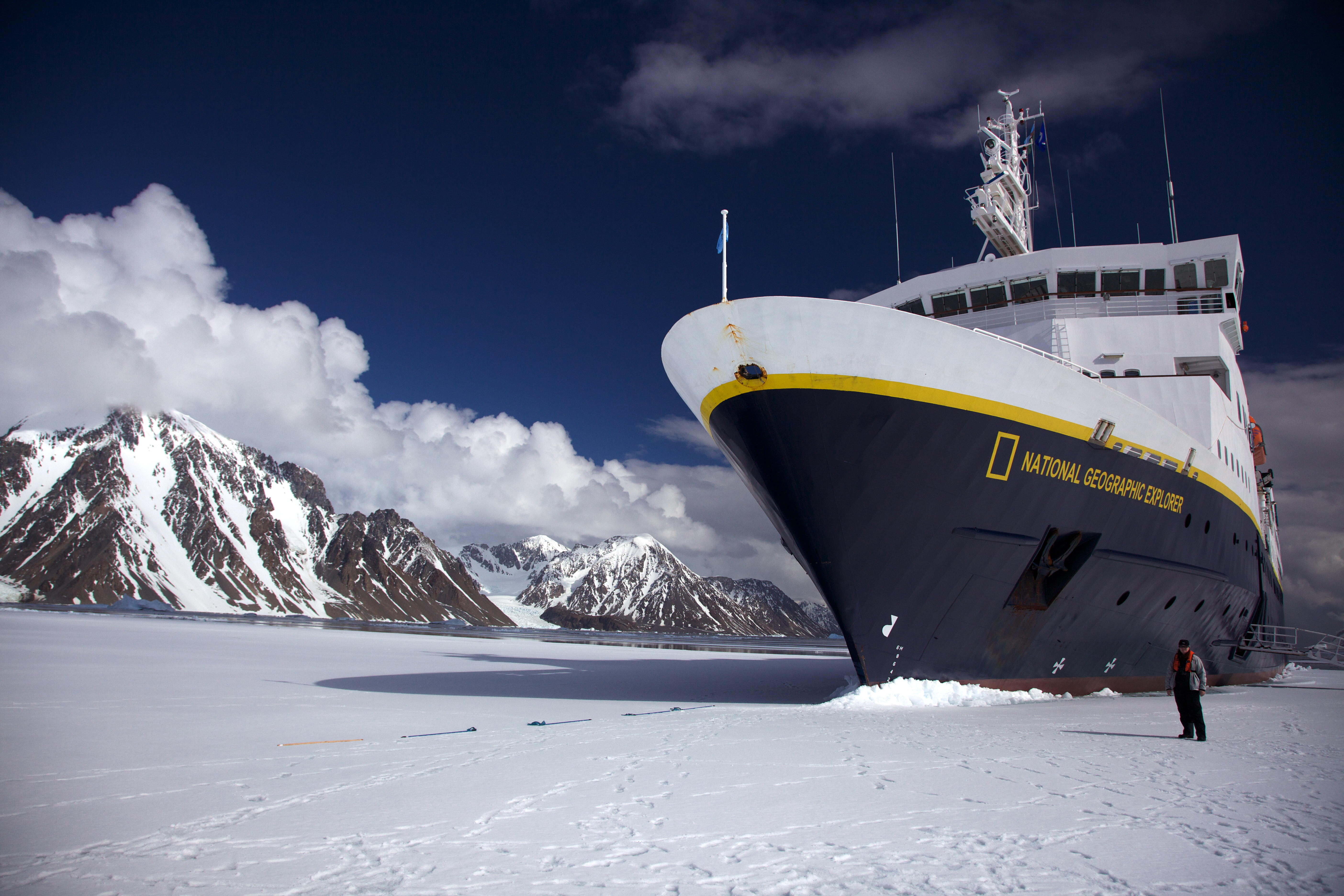
National Geographic Explorer en visite en Antarctique

La National Geographic Society (NGS), fondée le 27 janvier 1888, est une organisation scientifique et éducative non lucrative, dont le siège social se trouve à Washington, D.C., aux États-Unis. Ses intérêts vont de la géographie, l'archéologie, les sciences naturelles, à la promotion de l'environnement, la protection historique et l'étude des cultures et de l'histoire du monde.
Le logo de la National Geographic Society est un cadre jaune, qui apparaît sur la couverture de sa publication principale, le magazine National Geographic.

## Histoire
La National Geographic Society débute comme un club d'académiciens et de riches entrepreneurs intéressés par les voyages. Le 13 janvier 1888, trente-trois explorateurs et scientifiques se retrouvent au Cosmos Club (un club privé situé à l'époque à Lafayette Square, à Washington) pour créer « une société pour accroître et diffuser les connaissances géographiques ». Parmi eux se trouvent George Meville, Henry Henshaw, William Dall, Cleveland Abbe, Marcus Baker, John Wesley Powell, Charles J. Bell et Clinton Hart Merriam.
Après la préparation d'une charte, la National Geographic Society est créée officiellement le 27 janvier. Gardiner Greene Hubbard en devient le premier président. Son beau-fils, Alexandre Graham Bell, lui succède après sa mort en 1897. En 1899, le beau-fils d'Alexandre Graham Bell, Gilbert Hovey Grosvenor, est nommé premier rédacteur en chef à temps plein du magazine National Geographic et le reste jusqu'en 1954. Les membres de la famille Grosvenor ont depuis une place importante dans la Society.
Alexandre Graham Bell et Gilbert Hovey Grosvenor ont mis au point, avec succès, la notion d'adhésion à la Society. Ils sont également parmi les premiers à utiliser la photographie dans un magazine. L'actuel président du conseil d'administration de la National Geographic Society est Gilbert Melville Grosvenor.
Le 9 septembre 2015, la fondation annonce la création d'une entreprise commerciale pour gérer les chaînes de télévision, la presse, les voyages et les autres activités commerciales de National Geographic, nommée « National Geographic Partners ». La société, estimée à 725 millions de dollars est détenue à 73 % par 21st Century Fox et 27 % par la National Geographic Society. En novembre 2015, National Geographic Partners annonce la suppression de 180 postes sur les 2 000 qu'elle compte, l'annonce est faite dans le contexte de l'acquisition de quasiment l'ensemble des activités de National Geographic par 21st Century Fox, après des années de partenariats. Activités qui sont déplacées dans une structure appelée National Geographic Partners, détenue à 73 % par 21st Century Fox (racheté en 2019 par The Walt Disney Company), pour 720 millions de dollars.

## Activité et organisation
La mission que s'est donnée la National Geographic Society est d'« accroître et de diffuser les connaissances géographiques tout en promouvant la préservation des ressources culturelles, historiques et naturelles du monde ». Selon John M. Fahey, Jr, son PDG depuis mars 1998, le but de la NGS est d'« inspirer le désir de protéger la planète ».
Elle est dirigée par un conseil d'administration de vingt-trois membres, composé d'enseignants, d'intellectuels, de chefs d'entreprises, d'anciens membres du gouvernement et de directeurs de musées. La NGS sponsorise et finance des recherches et des explorations scientifiques. Elle possède une publication officielle, le magazine National Geographic, publie aussi d'autres magazines, des livres, des produits éducatifs, des cartes et des films, qui sont distribués dans de nombreuses langues et de nombreux pays. La National Geographic Society a créé une fondation destinée à l'éducation, qui subventionne des organisations éducatives mettant en valeur l'enseignement de la géographie. Le Comité pour la recherche et l'exploration octroie des fonds pour la recherche scientifique depuis le début de l'existence de la NGS.
L'ensemble des publications de la National Geographic Society touche chaque mois environ 360 millions de personnes dans le monde. Elle a installé un musée gratuit dans son siège social de Washington. Elle sponsorise des expositions, telles que le Roi Tut : cette exposition d'objets provenant de la tombe d'un jeune pharaon égyptien s'est tenue dans plusieurs villes des États-Unis et a terminé sa tournée américaine au Franklin Institute de Philadelphie.

## Publications

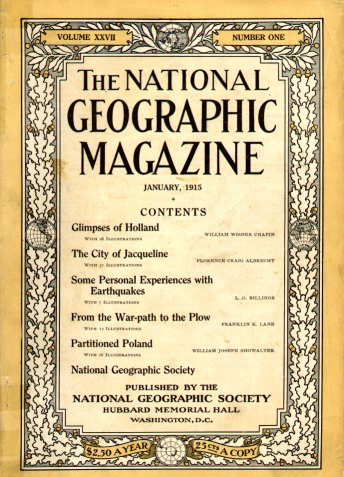
The National Geographic Magazine (janvier 1915).

### National Geographic
Le magazine National Geographic est la publication officielle de la National Geographic Society. Sa première édition est parue en octobre 1888, neuf mois après la fondation de la Society. Le cadre jaune de la couverture est sa marque de fabrique.
Le magazine est un mensuel et publie plusieurs cartes chaque année. Occasionnellement, des hors-séries sont publiés sur des sujets spécifiques. Le magazine contient des articles sur la géographie, les sciences, l'histoire, les cultures, des évènements d'actualité et des photos du monde entier. National Geographic est actuellement publié en trente-trois éditions étrangères. L'édition anglophone touche environ neuf millions de lecteurs par mois. Toutes les autres éditions regroupent quarante millions de lecteurs par mois.

### Autres publications
En plus de son magazine phare, la National Geographic Society publie cinq autres périodiques aux États-Unis :
- National Geographic Kids, pour les enfants : lancé en 1975 sous le titre National Geographic World, il a pris son nom actuel en 2001. Aux États-Unis, environ 1,5 million d'exemplaires sont vendus mensuellement. Il existe dans dix-huit autres langues, qui totalisent 500 000 exemplaires de plus. En 2007, une édition en arabe a été lancée en Égypte. Plus de 42 000 exemplaires sont distribués dans les écoles publiques égyptiennes, et 15 000 sont vendus. Les plus récentes éditions sont albanaise et polonaise.
- National Geographic Little Kids : pour les enfants entre trois et six ans.
- National Geographic Travelers : lancé en 1984. Existe en neuf langues.
- National Geographic Adventure : lancé en 1999.
- National Geographic Explorer : édition pour les écoles, lancée en 2001 en même temps que National Geographic Kids. Atteint 2,5 millions d'exemplaires.
- National Geographic Green Guide : lancé en 2003, il contient des conseils et astuces pour les consommateurs qui souhaitent mener une vie plus écologique. Il n'existe qu'en édition numérique.
- Glimpse Magazine, en association avec National Geographic.
- Treasures of the Earth, sur les minéraux et les pierres précieuses.

D'autres publications ont disparu :
- National Geographic School Bulletin, un magazine similaire au National Geographic, mais à destination des enfants des écoles élémentaires, publié hebdomadairement pendant l'année scolaire. Il a été publié de 1919 à 1975, avant d'être remplacé par National Geographic World.
- Entre 1980 et 1990, un journal de recherche scientifique a été publié, puis supprimé.

## Télévision et cinéma
La National Geographic Society possède une chaîne de télévision, le National Geographic Channel. Des programmes spéciaux aussi bien que des séries sont diffusés sur plusieurs des chaînes américaines. La série Geographic a été retransmise dès 1964 sur CBS, puis sur ABC à partir de 1973, et finalement sur PBS depuis 1975. Elle a fait intervenir de nombreuses personnalités scientifiques, telles que Louis Leakey, Jacques-Yves Cousteau ou encore Jane Goodall. La majorité des émissions spéciales ont fait intervenir comme narrateurs des acteurs connus, comme Richard Kiley et Martin Sheen. Le générique des émissions spéciales, composé par Elmer Bernstein, a été adopté par le National Geographic Channel. Cette dernière a lancé plusieurs sous-branches sur le marché international, comme Nat Geo Wild, Nat Geo Adventure, Nat Geo Junior ou encore Nat Geo Music.
National Geographic Film, société de production et de distribution qui appartient à la National Geographic Society, a produit un film de fiction, K-19 : Le Piège des profondeurs, basé sur le journal d'un commandant de sous-marin russe, avec l'acteur Harrison Ford. Plus récemment, en tant que distributeur, elle a remanié le film français La Marche de l'empereur pour le marché américain, avec la voix de Morgan Freeman. En 2007, la NGS a produit Arctic Tale, un documentaire sur la vie de deux familles d'ours polaires.

## Financements de projets et recherches
La National Geographic Society a sponsorisé de nombreuses expéditions et projets de recherches depuis sa création, parmi lesquels :
- Robert Peary et Matthew Henson – Expédition au pôle Nord (1905)
- Hiram Bingham – Découverte de l'ancienne cité Inca du Machu Picchu (1911)
- Robert F. Griggs – Vallée des Dix Mille Fumées (1916)
- Robert Bartlett – Exploration de l'Arctique (1925-1945)
- Richard Byrd – Premier vol au-dessus du pôle Sud (1929)
- Gustave McLeod – Premier vol jusqu'au pôle Nord dans un cockpit ouvert
- Louis Leakey et Mary Leakey - Découverte de l'hominidé Paranthropus, vieux de plus de 1,75 million d'années (1959)
- Jane Goodall – Chimpanzés (1961)
- Jim Whittaker et Barry Bishop - Expédition au sommet du mont Everest (1963)
- Biruté Galdikas – Orangs-outans
- George Bass – Archéologie marine – Commerce de l'âge du bronze (1968)
- Dian Fossey – Gorilles des montagnes (1970 à 1985)
- Jacques-Yves Cousteau – Exploration sous-marine (1973 à 1990)
- Robert Ballard – Découverte du RMS Titanic (1985) et du PT-109, la vedette lance-torpille de John F. Kennedy (2002)
- Paul Sereno – Dinosaures (1991)
- Johan Reinhard - Découverte de la momie gelée d'une jeune femme vieille de 500 ans sur un sommet andin au Pérou (1995)
- Will Steger – Expédition polaire (1996)
- Lee Rogers Berger – Découverte des plus anciennes traces de pieds d'humains modernes (1997)
- Ian Baker – Découverte des chutes d'eau cachées des gorges de Tsangpo, au Tibet (1998)
- Bradford Washburn - Nouveau calcul de la hauteur du mont Everest à 8 850 mètres (1999)
- Mike Fay – MegaTransect (1999) et MegaFlyover (2004) en Afrique
- Meave Leakey - Découverte de fossiles vieux de 3,2 et 3,5 millions d'années (2001)
- Florence Darbre, Rodolphe Kasser et Gregor Wurst – Préservation et traduction du Codex Tchacos, l'unique copie restante de l'évangile de Judas (2001)
- Spencer Wells – Projet génographique (2005)
- David Harrison et Greg Anderson - Étude sur la disparition du langage (2007)
- William Saturno - Découverte de fresques Maya qui contredisent la prophétie de la fin du monde en 2012 (2012).

La NGS finance aussi le National Geographic Bee, un concours annuel de géographie pour les écoliers américains. Plus de quatre millions d'élèves participent chaque année à la compétition, dans leur ville, jusqu'à la finale, qui réunit à Washington, D.C. les gagnants de chaque État. Une compétition internationale par équipe est organisée tous les deux ans. En 2009, elle s'est tenue à Mexico et a réuni quinze équipes nationales. Le Canada a remporté le concours, suivi par les États-Unis et par la Pologne.

### La médaille Hubbard
La médaille Hubbard est la plus haute distinction décernée par la National Geographic Society pour une exploration, une découverte ou une recherche. La médaille porte le nom de Gardiner Green Hubbard, le premier président de la National Geographic Society. Depuis 1906, elle a été décernée trente fois, notamment en 2000 à titre posthume à Matthew Henson, qui a accompagné Robert Peary dans son exploration de l'Arctique.